# 称念寺 (小山市)
称念寺（しょうねんじ）は、栃木県小山市にある浄土宗の寺院である。山号は田谷山。院号は無量寿院。本尊は阿弥陀如来。

## 歴史
建久元年（1190年）、念仏行者・諦院阿闍梨が建てた「称念庵」に始まると伝えられる。あるいは、応永23年（1416年）、梶原景行が良懐上人に帰依し、開山させたといわれる（『小山市史』）。
なお、『小山市史』の中で、良懐の留錫を応安年間（1368年〜1374年）としており、時期に相違が見られる。
室町時代には、小薬にいて、鎌倉公方・古河公方に仕えた奉公衆の梶原氏の菩提寺だった。江戸時代には幕府から朱印状が与えられていた。

## 文化財
- 栃木県指定文化財
  - 「絹本著色十王図」[7] - 1971年（昭和46年）10月12日指定